# Integrirana avtobusna linija št. 56 (Ljubljana)
Integrirana avtobusna linija številka 56 Ljubljana – Dobrova – Vrzdenec – Šentjošt  je ena izmed 33 avtobusnih linij javnega mestnega prometa v Ljubljani, Občini Dobrova-Polhov Gradec in Občini Horjul. Avtobusi so po njej kot integrirani liniji prvič zapeljali 4. marca 2013.  Poteka v smeri vzhod - zahod in povezuje center mesta Ljubljane preko Viča s Podsmreko, Dobrovo in naselji v Horjulski dolini do Šentjošta.

## Zgodovina
Uvajanje medkrajevne avtobusne proge med Ljubljano in Vrzdencem po Horjulski dolini spada v čas uvajanja proge proti Polhovemu Gradcu.
Sprva je avtobus obratoval le nekajkrat dnevno, vozni red je bil prilagojen potrebam tedanjih potnikov, in sicer delavcem (tovarne so pričele z delom večinoma ob 6.00, zaključevale pa ob 14.00). Ko pa so avtomobili postali dostopnejši, je veliko ljudi pričelo uporabljati osebni prevoz. V sedemdesetih letih so postala poceni še goriva, zato je število potnikov ipadlo. Ukinjena je bila neposredna povezava Horjula preko Vrhnike do Ljubljane. Po letu 1980 se je zaradi krize v Jugoslaviji stanje spremenilo, vedno več ljudi je ponovno pričelo uporabljati javni prevoz. Tedanji podjetji Viator in kasneje Integral pa nista bili pripravljeni na povečan promet. Primanjkovalo je avtobusov, zato so bili avtobusi ob konicah polni, pogoste so bile okvare, vozni red tudi ni bil prilagojen potrebam potnikov. Avtobusi so večinoma obratovali do Horjula ali Vrzdenca, nekaj odhodov dnevno je vozilo do Šentjošta. Tedaj je bil namreč odsek ceste še makadamski, zato so prebivalci ob različnih priložnostih zahtevali popravke in usklajevanja. Po letu 1995 so zaradi časovnih in cenovnih ugodnosti ponovno pričeli množičneje uporabljati osebni prevoz. 
Število potnikov na progi je vztrajno upadalo. Konec 90. let 20. stoletja so zaradi tega ukinili nedeljske vožnje, ki so jih uporabljali redki zaposleni in izletniki, zatem pa so ukinili še sobotne popoldanske vožnje. Zaradi tega se je javni prevoz začel tudi dražiti in je postal popolnoma nekonkurenčen, uporabniki proge so ostali predvsem šolarji. 
Zaradi zapisanega so predstavniki MOL, podjetja LPP in Občina Dobrova-Polhov Gradec leta 2012 pristopili k pogajanjem za integracijo linije v sistem ljubljanskega javnega potniškega prometa. 
V taki obliki je medkrajevna proga obratovala le še do marca 2013. Po tem datumu se je znižala cena vozovnic, pristojni pa upajo, da bo zaradi tega vedno več ljudi pričelo uporabljati javni prevoz. Povečala naj bi se tudi pretočnost prometa na mestnih vpadnicah in zmanjšale emisije škodljivih delcev v ozračju. Delno je bil spremenjen vozni red, trasa linije je bila s Kozarij preusmerjena skozi Podsmreko, v centru mesta pa je bila trasa s Bleiweisove in Tivolske preusmerjena na Aškerčevo in Slovensko cesto.
S 1. septembrom 2015 je po osrednjem delu Slovenske ceste, ki je bil zaprt zaradi prenove, ponovno stekel avtobusni promet. Istega dne je bila linija 56, skupaj z linijami 3, 3B, 3G, 19B, 19I, 27 in 51, poskusno preusmerjena z osrednjega dela Slovenske ceste. Kot razlog je bilo navedeno manjše število prestopanj potnikov na osrednjem delu Slovenske in število prepeljanih potnikov letno (ta znaša manj kot 2.000.000). Avtobusi so tako s Tržaške ceste zavijejo na Bleiweisovo, Gosposvetsko in Slovensko ter pot nadaljujejo na Trg Osvobodilne fornte in glavno avtobusno postajo.

## Trasa
Trg Osvobodilne fronte (avtobusna postaja) - Slovenska cesta - Gosposvetska cesta - Bleiweisova cesta - Tržaška cesta - Podsmreka - cesta 641 - Dobrova - Horjulska cesta - Brezje pri Dobrovi - Podolnica - Zaklanec - Ljubljanska cesta - Horjul - cesta 407 - Vrzdenec - cesta 407 - Šentjošt.

## Režim obratovanja
Linija obratuje vsak dan, najpogosteje ob delavniških prometnih konicah.
Obstaja tudi izpeljanka omenjene linije, ki pa nima posebne oznake:
- Horjul – Dobrova – Ljubljana, ki ima odhod z Horjula ob 6.50 in 15.00 uri ter iz Ljubljane ob 6.20 in 14.20 uri.

### Preglednici časovnih presledkov v minutah
| ura         | 1.9. - 25.6. | 26.6. - 31.8. |
| ----------- | ------------ | ------------- |
| 4.30 - 8.00 | 60-80        | 60-65         |
| 8.00-12.30  | 75-100       | 100           |
| 12.30-15.20 | 30-60        | 65-70         |
| 15.20-16.30 | 70           | 55            |
| 16.30-18.30 | 60           | 120           |
| 18.30-22.35 | 105-140      | 105-140       |

| ura           | vse leto |
| ------------- | -------- |
| 5.00 - 6.45   | 105      |
| 6.45 - 11.00  | -        |
| 11.00 - 14.30 | 210      |